# 正统史观
正统，出自儒家五经之一的《春秋》一书，既是历史观，也是政治观，又称法统、道统、礼仪之统，分为“居正”和“一统”两个层面。“居正”的意思是符合儒家道统，《汉书》曰：“《春秋》法五始之要，在乎审己正统而已”。《孟子·滕文公下》曰：“孔子成《春秋》而乱臣贼子惧。”道統的正統及法統的正統是有區別的；前者相對詞為異端、後者相對詞為僭偽。

## 史觀與政治觀
《春秋》史观在于宗周，即要强调血统上的嫡长子继承制以及文化上的华夷之辨。《周礼》和《春秋》大义是衡量正统的标准，对正统的追求称为拨乱反正、尊王攘夷，对正统的反叛则为乱臣贼子。

## 儒家傳承
正统又指儒教正统学派“尧、舜、汤、文王、孔子、孟子、子思、曾子”，因此正统又引申为学派一脉相传的嫡系。